# VHK ROBE Vsetín
VHK ROBE Vsetín (celým názvem: Valašský hokejový klub ROBE Vsetín) je Valašský klub ledního hokeje, který sídlí ve Vsetíně ve Zlínském kraji. Hokej se hrál ve Vsetíně již od roku 1904 pod názvem SK Vsetín. Pravidelně se začalo hrát teprve v roce 1938. Svůj poslední název nese od roku 2016. Od sezóny 2017/18 působí v 1. lize, druhé české nejvyšší soutěži ledního hokeje. Klubové barvy jsou zelená a žlutá.
Vsetín byl dlouhou dobu se šesti tituly nejúspěšnějším celkem samostatné české nejvyšší soutěže. Také od doby, kdy se v nejvyšší české, respektive československé nejvyšší soutěži ledního hokeje hraje play-off byl VHK ROBE Vsetín jediným klubem, který vyhrál titul mistra čtyřikrát (dokonce pětkrát – 1995 až 1999) v řadě za sebou. Od roku 2024 se o tyto úspěchy dělí s týmem HC Oceláři Třinec, který má také 6 mistrovských titulů a také vyhrál titul mistra pětkrát v řadě za sebou. Pětkrát za sebou vyhrát dokázaly před rokem 1985 jen kluby LTC Praha, HC Kometa Brno a HC Dukla Jihlava. Vsetínský klub je také jediným klubem, který v historii české ELH dokázal jako nováček vyhrát mistrovský titul (sezona 1994/1995).
Své domácí zápasy odehrává na zimním stadionu Na Lapači s kapacitou 5 400 diváků.

## Klubové úspěchy
- Vítěz nejvyšší domácí soutěže – 1995, 1996, 1997, 1998, 1999, 2001
- Vítěz 1. české hokejové ligy – 2023
- Evropská hokejová liga – 3. místo (1997)
- Vítěz základní části nejvyšší domácí soutěže : 1995, 1997, 1998, 1999, 2001
- Vítěz základní části 1. ligy : 2025
- Vítěz hokejového turnaje Rona Cup v roce 1997.
- Vítěz 2. české hokejové ligy 2016/2017 a tím pádem postup do 1. české hokejové ligy 2017/2018.

## Historie

### Cesta do nejvyšší soutěže
Organizovaně se ve Vsetíně bruslilo již od roku 1904, kdy vznikly ledový klub a sportovní klub s 11 oddíly různorodého zaměření. Bruslilo se tehdy v zámecké zahradě, kde byl v roce 1935 také zakoupen příslušný pozemek. Po druhé světové válce se tým pohyboval střídavě od okrskové přes krajskou až po divizní soutěž.
Umělá ledová plocha byla na Lapači dobudována po čtyřech letech v roce 1966. Vsetín zahájil spolupráci s tehdejším TJ Gottwaldov a v roce 1969 poprvé postoupil do druhé celostátní soutěže. Vzhledem k častým reorganizacím systému soutěží ovšem klub částečně též kvůli administrativní stránce věci propadl v 70. letech o dva stupně níže do krajského přeboru Severomoravského kraje. V roce 1979 započala i za těchto podmínek stavba krytého stadiónu. Střecha se nad dosavadní ledovou plochou objevila v roce 1982 a práce byly i díky desetitisícům brigádnických hodin dokončeny o dva roky později. Tímto byl dán poslední impuls k definitivnímu vzestupu. V roce 1987 se Vsetín probojoval do II. národní hokejové ligy a o další čtyři roky později se zde již hrála druhá nejvyšší soutěž. I. národní hokejovou ligu Vsetín vyhrál v roce 1994 a bez porážky prošel i následnou baráží, čímž si vybojoval právo účasti v nejvyšší soutěži.

### Úspěchy v extralize
Vsetín vstoupil do nejvyšší soutěže na podzim 1994 v ročníku, v němž až do ledna probíhala výluka v zámořské NHL. Ani nováček soutěže nezahálel a angažoval Josefa Beránka ml., který se nevrátil do domovského Litvínova, protože z něj kdysi neodešel v dobrém. Vsetín se přesto nejprve pohyboval blízko konce tabulky a nechtěně tak naplňoval prognózy z okolí. Celou druhou čtvrtinu soutěže ovšem prošel Vsetín bez porážky a tato jeho série dohromady čítala 12 zápasů. Se začátkem NHL nahradil Beránka v sestavě nejlepší střelec předchozího ročníku švédské ligy Tomáš Sršeň. Stalo se tak v době, kdy již tým v zádech s brankářem Romanem Čechmánkem stoupal nezadržitelně k nečekaným výšinám. Vsetín se jako nováček umístil po základní části na 1. místě a v play off těžil z prozíravého angažování mistra světa z roku 1985 Antonína Stavjani do obrany, Rostislava Vlacha do útoku a dalších již zkušených hráčů. V play off byla nebývalá senzace dokončena, když se Vsetín probojoval do finále, ve kterém ho čekalo derby se Zlínem, jehož dres dříve oblékalo i mnoho vsetínských hokejistů. Ve čtvrtém finálovém zápase série pomohla rozhodnout o titulu mistra extraligy nezamrzlá kaluž vody, z níž puk nejsnáze vylovil Vlach, který po pouhých 18 sekundách ukončil prodloužení.
Vsetín se svým úspěchem zviditelnil, což usnadňovalo hledání posil. Mezi nejvýraznější patřili od podzimu 1995 obránce Jiří Veber a v útoku jeho jmenovec Jiří Dopita. Ten přišel do mistrovského týmu s vizitkou muže, který pomohl k prvnímu samostatnému extraligovému titulu družstvu Olomouce. Vsetín na sklonku roku čekala účast v PMEZ, která však ve svém finálovém vyústění v Kolíně nad Rýnem v konkurenci finského Jokeritu Helsinki a švédského HV71 Jönköping nedopadla dobře. V domácí soutěži se ovšem celou sezónu mužstvu dařilo držet v popředí a v play off i tentokrát přišlo správné vyvrcholení v podobě úspěšného finále s Litvínovem. Stavjaňa se dočkal v roce 1996 po jedenácti letech svého druhého titulu mistra světa, který si kromě něho z kádru Vsetína přivezli i Dopita, Veber a Čechmánek. Po sezóně odešel hledat novou motivaci k sousedům do Zlína trenér Horst Valášek. V létě 1996 bylo mužstvo posíleno o reprezentanty z obrany (Bedřich Ščerban) i útoku (Oto Haščák a Tomáš Kapusta) a na druhé straně též o nejlepšího nováčka minulé sezóny Ondřeje Kratěnu z Olomouce. Ještě během podzimu se opět v klubu objevil Beránek. Na evropské scéně se přesto tým tentokrát neprobil ani do závěrečných pohárových bojů. Extraligu Vsetín nicméně opanoval v základní části i v play off, v jehož finále s Vítkovicemi neztratil žádné utkání.
Do následující sezóny se podařilo angažovat i zbývající mladé útočníky, na které byl Kratěna zvyklý, tedy Jana Tomajka a Michala Broše. Kromě nich se v útoku zabydloval i původem českobudějovický reprezentant a mistr světa z roku 1996 Radek Bělohlav. Po dvaceti kolech tým ovšem opustil doposud nenahraditelný kapitán Vlach, který odešel do slovenské Skalice. Kapitánské „C“ od té doby nosil Rus Alexej Jaškin, který byl v klubu od počátku jeho úspěšného tažení extraligou. Byl prvním cizincem, kterému se této cti na českém území dostalo. Nespokojení hráči potom způsobili odchod trenéra Jana Neliby, kterého nahradil asistent Zdislav Tabara. Problémy pronikly až do vrcholných řídících a organizačních složek klubu, když byli z krácení daně obviněni prezident se sportovním manažerem. Ani jeden z nich však odsouzen nebyl. Po sportovní stránce se oddílu dařilo ještě lépe než vloni. V Evropské hokejové lize skončil tentokrát na 3. místě, když se mu opět stal osudným rakouský Feldkirch. Na domácí scéně Vsetín zopakoval vítězství v základní části i v play off, kde ve finále nedal žádnou šanci Třinci. Beránek, Dopita a Čechmánek se navíc v únoru stali v Naganu olympijskými vítězi.
V létě 1998 Vsetín opět posílil, když přivítal do kádru další mistry světa a olympijské vítěze původem kladenské Pavla Pateru a Martina Procházku. Tým z dlouhodoběji zde působících hráčů opustili Rus Andrej Galkin, Kapusta, Beránek a především s kariérou se loučící obránce Stavjaňa. Kapitánem mužstva se stal Dopita. Na mezinárodní scéně tentokrát dal Vsetín přednost pozvání na prestižní Spengler cup ve švýcarském Davosu. Obsadil zde však předposlední místo. V extralize ovšem dominoval, když v základní části v 52 zápasech obdržel pouhých 92 gólů. Cestu za pátým titulem výrazně zbrzdila v semifinále play off Sparta. Rozhodovalo se až v samostatných nájezdech posledního pátého duelu, kde v brankách proti sobě stáli reprezentační brankáři Čechmánek a Milan Hnilička. Rozdílový gól dal vsetínský Sršeň a finále, ve kterém Vsetín po čtyřech letech potkal znovu sousední Zlín, vyznělo již jasným způsobem.
V červnu 1999 tým posílil nejproduktivnější útočník slovenské nejvyšší soutěže Ján Pardavý. Po mnoha letech však převažovaly odchody. Patera a Procházka odešli zkusit štěstí do NHL, Sršeň po mnoha letech do německého Essenu a týden před začátkem nového ročníku extraligy přešli do Sparty Broš s Kratěnou. Pro mnohé překvapivý odchod dvou olomouckých odchovanců měl příčinu v neplnění finančních závazků vedení klubu vůči hráčům. V mužstvu se posléze vystřídalo množství sotva průměrných zahraničních hráčů z Finska a Ruska a situace se vyhrotila v listopadu, kdy vzhledem k dlužným výplatám hrozilo rozprchnutí kádru. Situaci dále komplikovalo množství zranění, které zasáhlo všechny řady v klubu (Čechmánek, Veber dokonce odešel, Tomajko). Po nepodařeném pokusu o stabilní proniknutí do NHL se vrátili Patera s Procházkou. V posledních kolech základní části se do sestavy prosadil i patnáctiletý centr Jiří Hudler. Přes tyto složité podmínky se Dopita stal nejlepším střelcem extraligy se 30 góly. Problémy zmítaný tým ve čtvrtfinále play off již tradičně přešel přes České Budějovice a v semifinále si poradil i s Plzní, se kterou měl ze základní části nejhorší možnou bilanci. Finále se Spartou ovšem bylo již nad síly pětinásobného mistra, který tak nezískal právo uchopit nově vyrobenou trofej.
Finanční problémy z minulé sezóny nezmizely a ovlivnily značně léto roku 2000. Dopita kvůli nim prodloužil kontrakt až dva dny před počátkem nového ročníku. V kádru ovšem znovu převažovaly odchody. Definitivně odešli Patera s Procházkou, z útoku zmizeli dále Zbyněk Mařák s Bělohlavem, z obrany Libor Zábranský a především z branky do Philadelphie zamířil Čechmánek. Žádná posila podobná těm z minulých let do kádru nepřibyla, ale zkušený Jaroslav Kameš se v brance uvedl dobře. Nejdůležitějším se ukázalo během sezóny příchod Jiřího Burgra do útoku. V play off nejprve Vsetín opět zdolal Zlín a pak přišly na řadu postupně oba pražské kluby. Finále mělo potřetí za sebou stejné obsazení a bylo ozdobeno Dopitou, který ve třetím zápase série vstřelil v Praze Spartě 4 góly. Vsetín získal 6 titul v 7 sezónách a Dopita prolomil hegemonii krajánků hrajících NHL, kteří v minulých letech pravidelně získávali Zlatou hokejku. Po tomto ocenění ovšem ani on již vábení zámořského angažmá neodolal.

### Na ústupu
Již při finálové sérii bylo jasné, že situace před sezónou 2001/2002 bude definitivně neudržitelná. Ve vazbě se ocitnul hlavní mecenáš klubu Roman Zubík a do poslední chvíle nebylo jasné, pod jakým vlastníkem a pod čí hlavičkou klub novou sezónu začne. V tomto sporu uspělo občanské sdružení HC Vsetín. V klubu však nezůstal kámen na kameni a kdo nestačil odejít před sezónou, učinil tak během ní. Týkalo se to dokonce i dlouhodobě působícího obránce Jana Srdínka a útočníka Romana Stantiena. Mezi mladíky se vrátil pouze Vlach a do branky přišel zkušený Radovan Biegl. Klub se přesto celou sezónu dokázal udržet na dohled postupové příčce do play off. Nečekaný postup do něj se však zdařil až na jaře 2003. To již v mužstvu nebyl mladý tahoun Hudler, který ale týmu hodně pomohl v první polovině sezóny. Vsetín se musel obejít v této sezóně bez útočníků Vlacha a Ondřeje Veselého, ale zkušenostmi mu vypomáhali v obraně Jaškin a navrátivší se útočník Stantien. Avšak Slavie mířící za mistrovským titulem byla ve čtvrtfinále příliš silným soupeřem.
I na podzim 2003 vstupoval Vsetín do extraligy ještě bez hlavního finančního partnera a pokračoval ve hře především s mladíky, které z branky jistil nejvytíženější brankář soutěže Biegl. Na sklonku roku se podařilo finanční zajištění vyřešit vstupem České spořitelny, což se odrazilo i ve změně barevné kombinace na dresech ze žlutozelené na odstíny modré. V mužstvu se vystřídalo nebývalé množství hráčů, kteří zde odehráli v některých případech i jediné utkání. Ve vyrovnané druhé polovině tabulky se tým pohyboval chvíli u dna tabulky, chvíli zase těsně pod 8. místem. Nakonec ale byl rád, že se sezóna velmi nepovedla Českým Budějovicím. Mužstvu se na rozdíl od předchozího ročníku nepodařilo najít střelce, když pouze ve 4 utkáních z 52 dalo více než 4 góly. V sezóně 2004-05 Vsetín zaostal za většinou ostatních klubů již na počátku, protože neměl prostředky na angažování tolika výrazných posil z NHL. Pomoci mu měla silná vyrovnaná dvojice v brance, kam se vrátil k Bieglovi nový sportovní ředitel Čechmánek. Oba brankáři se však záhy potýkali se zdravotními problémy, což tým v říjnu srazilo dolů. Od listopadu tým, který v obraně stavěl na Rostislavovi Kleslovi z Columbusu a v útoku využil v několika utkáních návratu Hudlera, stoupal tabulkou vzhůru, ale výprodej skoro dvou celých řad před uzávěrkou přestupů znamenal konec všem postupovým nadějím na play off. Ve zlém se klub rozešel se Stantienem. V mužstvu se začali opět střídat různí odložení hráči a poslední kola dohrávali junioři, kteří ve své vlastní soutěži došli k republikovému titulu. Beznadějně poslední v seniorské kategorii zůstala Jihlava, na čemž nic nezměnilo ani osm vsetínských proher v řadě na závěr soutěže.
Dne 6. června 2007 rozhodla Asociace profesionálních klubů ledního hokeje, že klubu neudělí licenci a bude z Extraligy vyloučen, z důvodu zadlužení. Arbitrážní komise Českého svazu ledního hokeje dne 20. srpna 2007 potvrdila, že je vyloučení oprávněné.

### Nová kapitola (2. liga)

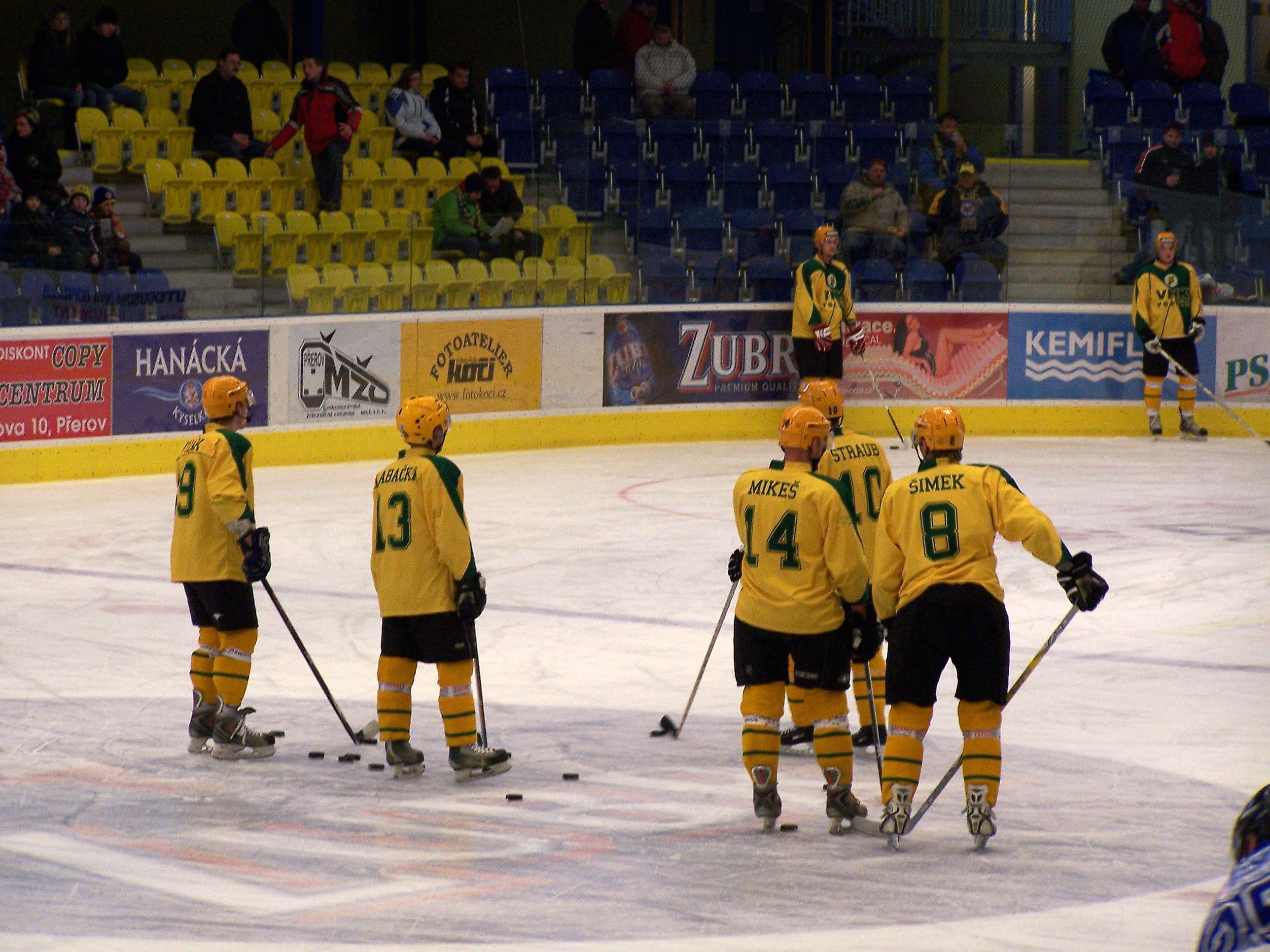
Hráči VHK Vsetín se připravují před třetím zápasem série play-off 2. NHL s týmem HC ZUBR Přerov v Přerově (sezona 2009/2010)

Vsetín odkoupil licenci na 2. ligu od Blanska. Byl zařazen do druholigové skupiny východ pro sezonu 2008/09.
Ve své první sezóně obsadil Vsetín po základní části 6. příčku, ačkoliv vstup do ročníku se mu příliš nevyvedl. V první čtvrtině soutěže byla znát absence společné letní přípravy, když se tým skládal až těsně před sezonou. Po základní části následoval hrací systém sudý-lichý, kde se spolu ve vzájemných zápasech utkali soupeři ze sudých a lichých příček – v této části byl Vsetín nejúspěšnějším týmem, když prohrál pouze třikrát. V play-off narazil v předkole na rivala z Nového Jičína, s nímž si poradil 2:0 na zápasy (4:3p, 3:1). Ve čtvrtfinále je čekal Hodonín, jeden z favoritů soutěže a právě tady se odehrálo velké překvapení – vsetínští již byli krok od vyřazení: v prvním zápase podlehli 0:5 a ve druhém prohrávali v poslední třetině o dvě branky, ale během deseti minut dokázal vstřelit 6 gólů a zápas tak otočit. Rozhodující zápas v Hodoníně dospěl až do samostatných nájezdů, v nichž byli úspěšnější hosté a postoupili do semifinále. Tam je čekal nabitý Šumperk a mohlo se konat další překvapení. Vsetín vedl již 2:0 na zápasy, poslední krok ale nezvládl a Šumperk celou sérii otočil. Mezi nejvýraznější osobnosti týmu patřil brankář Lukáš Plšek, matador Josef Štraub či Josef Mikeš.

### Znovu na vzestupu
Před sezónou 2016/2017 si vsetínský klub vytyčil cíl postupu do 1. české hokejové ligy, který se mu na konci sezóny taky splnil, když v umístění tabulky kvalifikace o 1. ligu získal sice stejný počet bodů s BK Havlíčkův Brod, ale dokázal jej celkově na počet gólů přestřílet. Vsetínský klub tedy začal hrát znovu po 10 letech profesionální hokej v druhé nejvyšší soutěži v ledním hokeji na území České republiky.

## Historické názvy
Zdroj:
- 1904 – SK Vsetín (Sportovní klub Vsetín)
- 1906 – BK Vsetín (Bruslařský klub Vsetín)
- 1933 – Sokol Vsetín
- 1968 – TJ Zbrojovka Vsetín (Tělovýchovná jednota Zbrojovka Vsetín)
- 1994 – HC Dadák Vsetín (Hockey Club Dadák Vsetín)
- 1996 – HC Petra Vsetín (Hockey Club Petra Vsetín)
- 1998 – HC Slovnaft Vsetín (Hockey Club Slovnaft Vsetín)
- 2001 – HC Vsetín (Hockey Club Vsetín)
- 2003 – Vsetínská hokejová
- 2008 – VHK Vsetín (Valašský hokejový klub Vsetín)
- 2016 – VHK ROBE Vsetín (Valašský hokejový klub ROBE Vsetín)

## Statistiky

### Přehled ligové účasti
Stručný přehled
Zdroj: 
- 1939–1940: Mistrovství slezské župy sk. B (2. ligová úroveň v Československu)
- 1940–1941: Mistrovství slezské župy 1. třídy (3. ligová úroveň v Československu)
- 1941–1942: Mistrovství slezské župy (2. ligová úroveň v Československu)
- 1942–1944: Mistrovství slezské župy 1. třídy (3. ligová úroveň v Československu)
- 1945–1946: Mistrovství 2. třídy sk. ? (4. ligová úroveň v Československu)
- 1946–1947: Mistrovství 1. třídy sk. ? (3. ligová úroveň v Československu)
- 1948–1949: Moravskoslezská divize – sk. A (2. ligová úroveň v Československu)
- 1949–1950: Oblastní soutěž – sk. E1 (2. ligová úroveň v Československu)
- 1956–1957: Oblastní soutěž – sk. C (3. ligová úroveň v Československu)
- 1957–1959: Oblastní soutěž – sk. F (3. ligová úroveň v Československu)
- 1959–1960: Oblastní soutěž – sk. E (3. ligová úroveň v Československu)
- 1960–1969: Severomoravský krajský přebor (3. ligová úroveň v Československu)
- 1969–1973: 1. ČNHL – sk. B (2. ligová úroveň v Československu)
- 1973–1976: 2. ČNHL – sk. C (3. ligová úroveň v Československu)
- 1976–1977: Divize – sk. D (4. ligová úroveň v Československu)
- 1977–1979: 2. ČNHL – sk. D (3. ligová úroveň v Československu)
- 1979–1983: Severomoravský krajský přebor (3. ligová úroveň v Československu)
- 1983–1987: Severomoravský krajský přebor (4. ligová úroveň v Československu)
- 1987–1991: 2. ČNHL – sk. C (3. ligová úroveň v Československu)
- 1991–1993: 1. ČNHL (2. ligová úroveň v Československu)
- 1993–1994: 1. liga (2. ligová úroveň v České republice)
- 1994–2007: Extraliga (1. ligová úroveň v České republice)
- 2007–2008: bez soutěže
- 2008–2017: 2. liga – sk. Východ (3. ligová úroveň v České republice)
- 2017– : 1. liga (2. ligová úroveň v České republice)

Jednotlivé ročníky
Zdroj:
Legenda: ZČ – základní část, červené podbarvení – sestup, zelené podbarvení – postup, fialové podbarvení – reorganizace, změna skupiny či soutěže
| Československo (1948 – 1993)                                                                    |                                                                                           |                                                                                           |                                                                                           |                                                                                           |                                                                                           |
| Sezóny                                                                                          | Soutěž                                                                                    | Úroveň                                                                                    | ZČ                                                                                        | Play-off, nadstavba, sk. o udržení…                                                       | Poznámky                                                                                  |
| 1939/40                                                                                         | Mistrovství slezské župy sk. B                                                            | 2. úroveň                                                                                 | ?. místo                                                                                  |                                                                                           | Reorganizace                                                                              |
| 1940/41                                                                                         | Mistrovství slezské župy 1. třídy                                                         | 3. úroveň                                                                                 | 1. místo                                                                                  |                                                                                           | Postup                                                                                    |
| 1941/42                                                                                         | Mistrovství slezské župy                                                                  | 2. úroveň                                                                                 | 4. místo                                                                                  |                                                                                           | Sestup                                                                                    |
| 1942/43                                                                                         | Mistrovství slezské župy 1. třídy                                                         | 3. úroveň                                                                                 | ?. místo                                                                                  |                                                                                           | Kvalifikace                                                                               |
| 1943/44                                                                                         | Mistrovství slezské župy 1. třídy                                                         | 3. úroveň                                                                                 | ?. místo                                                                                  |                                                                                           |                                                                                           |
| 1944/45                                                                                         | Mistrovské soutěže nebyly rozehrány, nahradila je povinná účast klubů v župních turnajích | Mistrovské soutěže nebyly rozehrány, nahradila je povinná účast klubů v župních turnajích | Mistrovské soutěže nebyly rozehrány, nahradila je povinná účast klubů v župních turnajích | Mistrovské soutěže nebyly rozehrány, nahradila je povinná účast klubů v župních turnajích | Mistrovské soutěže nebyly rozehrány, nahradila je povinná účast klubů v župních turnajích |
| 1945/46                                                                                         | Mistrovství 2. třídy – sk. ?                                                              | 4. úroveň                                                                                 | 1. místo                                                                                  |                                                                                           | Postup                                                                                    |
| 1946/47                                                                                         | Mistrovství 1. třídy – sk. ?                                                              | 3. úroveň                                                                                 | ?. místo                                                                                  |                                                                                           |                                                                                           |
| …                                                                                               |                                                                                           |                                                                                           |                                                                                           |                                                                                           |                                                                                           |
| 1948/49                                                                                         | Moravskoslezská divize – sk. A                                                            | 2. úroveň                                                                                 | 3. místo                                                                                  |                                                                                           | Reorganizace                                                                              |
| 1949/50                                                                                         | Oblastní soutěž – sk. E1                                                                  | 2. úroveň                                                                                 | 6. místo                                                                                  |                                                                                           | Sestup                                                                                    |
| …                                                                                               |                                                                                           |                                                                                           |                                                                                           |                                                                                           |                                                                                           |
| 1956/57                                                                                         | Oblastní soutěž – sk. C                                                                   | 3. úroveň                                                                                 | 4. místo                                                                                  |                                                                                           | Změna skupiny                                                                             |
| 1957/58                                                                                         | Oblastní soutěž – sk. F                                                                   | 3. úroveň                                                                                 | 3. místo                                                                                  |                                                                                           |                                                                                           |
| 1958/59                                                                                         | Oblastní soutěž – sk. F                                                                   | 3. úroveň                                                                                 | 3. místo                                                                                  |                                                                                           | Změna skupiny                                                                             |
| 1959/60                                                                                         | Oblastní soutěž – sk. E                                                                   | 3. úroveň                                                                                 | 5. místo                                                                                  |                                                                                           | Reorganizace                                                                              |
| 1960/61                                                                                         | Severomoravský krajský přebor                                                             | 3. úroveň                                                                                 | ?. místo                                                                                  |                                                                                           |                                                                                           |
| 1961/62                                                                                         | Severomoravský krajský přebor                                                             | 3. úroveň                                                                                 | ?. místo                                                                                  |                                                                                           |                                                                                           |
| 1962/63                                                                                         | Severomoravský krajský přebor                                                             | 3. úroveň                                                                                 | 6. místo                                                                                  |                                                                                           |                                                                                           |
| 1963/64                                                                                         | Severomoravský krajský přebor                                                             | 3. úroveň                                                                                 | ?. místo                                                                                  |                                                                                           |                                                                                           |
| 1964/65                                                                                         | Severomoravský krajský přebor                                                             | 3. úroveň                                                                                 | 4. místo                                                                                  |                                                                                           |                                                                                           |
| 1965/66                                                                                         | Severomoravský krajský přebor                                                             | 3. úroveň                                                                                 | ?. místo                                                                                  |                                                                                           |                                                                                           |
| 1966/67                                                                                         | Severomoravský krajský přebor                                                             | 3. úroveň                                                                                 | 6. místo                                                                                  |                                                                                           |                                                                                           |
| 1967/68                                                                                         | Severomoravský krajský přebor                                                             | 3. úroveň                                                                                 | 2. místo                                                                                  |                                                                                           |                                                                                           |
| 1968/69                                                                                         | Severomoravský krajský přebor                                                             | 3. úroveň                                                                                 | ?. místo                                                                                  |                                                                                           | Reorganizace                                                                              |
| 1969/70                                                                                         | 1. ČNHL – sk. B                                                                           | 2. úroveň                                                                                 | 11. místo                                                                                 |                                                                                           |                                                                                           |
| 1970/71                                                                                         | 1. ČNHL – sk. B                                                                           | 2. úroveň                                                                                 | 12. místo                                                                                 |                                                                                           |                                                                                           |
| 1971/72                                                                                         | 1. ČNHL – sk. B                                                                           | 2. úroveň                                                                                 | 5. místo                                                                                  | Finálová skupina (5. místo)                                                               |                                                                                           |
| 1972/73                                                                                         | 1. ČNHL – sk. B                                                                           | 2. úroveň                                                                                 | 12. místo                                                                                 |                                                                                           | Reorganizace                                                                              |
| 1973/74                                                                                         | 2. ČNHL – sk. C                                                                           | 3. úroveň                                                                                 | 4. místo                                                                                  |                                                                                           |                                                                                           |
| 1974/75                                                                                         | 2. ČNHL – sk. C                                                                           | 3. úroveň                                                                                 | 6. místo                                                                                  |                                                                                           |                                                                                           |
| 1975/76                                                                                         | 2. ČNHL – sk. C                                                                           | 3. úroveň                                                                                 | 8. místo                                                                                  |                                                                                           | Sestup                                                                                    |
| 1976/77                                                                                         | Divize – sk. D                                                                            | 4. úroveň                                                                                 | 1. místo                                                                                  |                                                                                           | Postup                                                                                    |
| 1977/78                                                                                         | 2. ČNHL – sk. D                                                                           | 3. úroveň                                                                                 | 6. místo                                                                                  |                                                                                           |                                                                                           |
| 1978/79                                                                                         | 2. ČNHL – sk. D                                                                           | 3. úroveň                                                                                 | 8. místo                                                                                  |                                                                                           | Reorganizace                                                                              |
| 1979/80                                                                                         | Severomoravský krajský přebor                                                             | 3. úroveň                                                                                 | ?. místo                                                                                  |                                                                                           |                                                                                           |
| 1980/81                                                                                         | Severomoravský krajský přebor                                                             | 3. úroveň                                                                                 | 6. místo                                                                                  |                                                                                           |                                                                                           |
| 1981/82                                                                                         | Severomoravský krajský přebor                                                             | 3. úroveň                                                                                 | 6. místo                                                                                  |                                                                                           |                                                                                           |
| 1982/83                                                                                         | Severomoravský krajský přebor                                                             | 3. úroveň                                                                                 | 4. místo                                                                                  |                                                                                           | Reorganizace                                                                              |
| 1983/84                                                                                         | Severomoravský krajský přebor                                                             | 4. úroveň                                                                                 | 2. místo                                                                                  |                                                                                           |                                                                                           |
| 1984/85                                                                                         | Severomoravský krajský přebor                                                             | 4. úroveň                                                                                 | 3. místo                                                                                  |                                                                                           |                                                                                           |
| 1985/86                                                                                         | Severomoravský krajský přebor                                                             | 4. úroveň                                                                                 | 3. místo                                                                                  |                                                                                           |                                                                                           |
| 1986/87                                                                                         | Severomoravský krajský přebor                                                             | 4. úroveň                                                                                 | 1. místo                                                                                  |                                                                                           | Postup                                                                                    |
| 1987/88                                                                                         | 2. ČNHL – sk. C                                                                           | 3. úroveň                                                                                 | 5. místo                                                                                  |                                                                                           |                                                                                           |
| 1988/89                                                                                         | 2. ČNHL – sk. C                                                                           | 3. úroveň                                                                                 | 7. místo                                                                                  |                                                                                           |                                                                                           |
| 1989/90                                                                                         | 2. ČNHL – sk. C                                                                           | 3. úroveň                                                                                 | 4. místo                                                                                  |                                                                                           |                                                                                           |
| 1990/91                                                                                         | 2. ČNHL – sk. C                                                                           | 3. úroveň                                                                                 | 1. místo                                                                                  | Vítěz                                                                                     | Postup                                                                                    |
| 1991/92                                                                                         | 1. ČNHL                                                                                   | 2. úroveň                                                                                 | 9. místo                                                                                  |                                                                                           | Baráž                                                                                     |
| 1992/93                                                                                         | 1. ČNHL                                                                                   | 2. úroveň                                                                                 | 10. místo                                                                                 | Skupina o udržení (3. místo)                                                              | Reorganizace                                                                              |
| Česko (1993 – )                                                                                 |                                                                                           |                                                                                           |                                                                                           |                                                                                           |                                                                                           |
| Sezóny                                                                                          | Soutěž                                                                                    | Úroveň                                                                                    | ZČ                                                                                        | Play-off, nadstavba, sk. o udržení…                                                       | Poznámky                                                                                  |
| 1993/94                                                                                         | 1. liga                                                                                   | 2. úroveň                                                                                 | 1. místo                                                                                  | Semifinále (výhra 3:0 na zápasy s HC Slovan Ústí nad Labem)                               | Baráž                                                                                     |
| 1994/95                                                                                         | Extraliga                                                                                 | 1. úroveň                                                                                 | 1. místo                                                                                  | Finále (výhra 3:1 na zápasy nad AC ZPS Zlín)                                              |                                                                                           |
| 1995/96                                                                                         | Extraliga                                                                                 | 1. úroveň                                                                                 | 2. místo                                                                                  | Finále (výhra 4:1 na zápasy nad HC Chemopetrol Litvínov)                                  |                                                                                           |
| 1996/97                                                                                         | Extraliga                                                                                 | 1. úroveň                                                                                 | 1. místo                                                                                  | Finále (výhra 3:0 na zápasy nad HC Vítkovice)                                             |                                                                                           |
| 1997/98                                                                                         | Extraliga                                                                                 | 1. úroveň                                                                                 | 1. místo                                                                                  | Finále (výhra 3:0 na zápasy nad HC Železárny Třinec)                                      |                                                                                           |
| 1998/99                                                                                         | Extraliga                                                                                 | 1. úroveň                                                                                 | 1. místo                                                                                  | Finále (výhra 3:0 na zápasy nad HC ZPS Barum Zlín)                                        |                                                                                           |
| 1999/00                                                                                         | Extraliga                                                                                 | 1. úroveň                                                                                 | 3. místo                                                                                  | Finále (prohra 0:3 na zápasy s HC Sparta Praha)                                           |                                                                                           |
| 2000/01                                                                                         | Extraliga                                                                                 | 1. úroveň                                                                                 | 1. místo                                                                                  | Finále (výhra 3:1 na zápasy nad HC Sparta Praha)                                          |                                                                                           |
| 2001/02                                                                                         | Extraliga                                                                                 | 1. úroveň                                                                                 | 9. místo                                                                                  | Ne                                                                                        |                                                                                           |
| 2002/03                                                                                         | Extraliga                                                                                 | 1. úroveň                                                                                 | 7. místo                                                                                  | Čtvrtfinále (prohra 0:4 na zápasy s HC Slavia Praha)                                      |                                                                                           |
| 2003/04                                                                                         | Extraliga                                                                                 | 1. úroveň                                                                                 | 13. místo                                                                                 | Ne                                                                                        |                                                                                           |
| 2004/05                                                                                         | Extraliga                                                                                 | 1. úroveň                                                                                 | 12. místo                                                                                 | Ne                                                                                        |                                                                                           |
| 2005/06                                                                                         | Extraliga                                                                                 | 1. úroveň                                                                                 | 14. místo                                                                                 | Ne                                                                                        | Baráž                                                                                     |
| 2006/07                                                                                         | Extraliga                                                                                 | 1. úroveň                                                                                 | 14. místo                                                                                 | Ne                                                                                        | Vyloučení ze soutěže                                                                      |
| V letech 2007–2008 byl klub bez A-mužstva, v soutěžích přihlášena pouze mládežnická družstva.   |                                                                                           |                                                                                           |                                                                                           |                                                                                           |                                                                                           |
| Před sezónou 2008/09 došlo k odkupu druholigové licence od Blanska a následné obnově A-mužstva. |                                                                                           |                                                                                           |                                                                                           |                                                                                           |                                                                                           |
| 2008/09                                                                                         | 2. liga – sk. Východ                                                                      | 3. úroveň                                                                                 | 6. místo                                                                                  | Semifinále (prohra 2:3 na zápasy s HOKEJ ŠUMPERK 2003 s.r.o.)                             |                                                                                           |
| 2009/10                                                                                         | 2. liga – sk. Východ                                                                      | 3. úroveň                                                                                 | 6. místo                                                                                  | Čtvrtfinále (prohra 1:3 na zápasy s HC Zubr Přerov)                                       |                                                                                           |
| 2010/11                                                                                         | 2. liga – sk. Východ                                                                      | 3. úroveň                                                                                 | 13. místo                                                                                 | Ne                                                                                        | Baráž                                                                                     |
| 2011/12                                                                                         | 2. liga – sk. Východ                                                                      | 3. úroveň                                                                                 | 5. místo                                                                                  | Čtvrtfinále (prohra 2:3 na zápasy s LHK Jestřábi Prostějov)                               |                                                                                           |
| 2012/13                                                                                         | 2. liga – sk. Východ                                                                      | 3. úroveň                                                                                 | 5. místo                                                                                  | Čtvrtfinále (prohra 0:3 na zápasy s HC RT TORAX Poruba)                                   |                                                                                           |
| 2013/14                                                                                         | 2. liga – sk. Východ                                                                      | 3. úroveň                                                                                 | 5. místo                                                                                  | Semifinále (prohra 0:3 na zápasy s LHK Jestřábi Prostějov)                                |                                                                                           |
| 2014/15                                                                                         | 2. liga – sk. Východ                                                                      | 3. úroveň                                                                                 | 3. místo                                                                                  | Finále (prohra 2:3 na zápasy s HC Zubr Přerov)                                            |                                                                                           |
| 2015/16                                                                                         | 2. liga – sk. Východ                                                                      | 3. úroveň                                                                                 | 2. místo                                                                                  | Finále (prohra 2:3 na zápasy s HC Frýdek-Místek)                                          |                                                                                           |
| 2016/17                                                                                         | 2. liga – sk. Východ                                                                      | 3. úroveň                                                                                 | 1. místo                                                                                  | Finále (výhra 3:0 na zápasy s HC RT TORAX Poruba 2011)                                    | Baráž                                                                                     |
| 2017/18                                                                                         | 1. liga                                                                                   | 2. úroveň                                                                                 | 8. místo                                                                                  | Čtvrtfinále (prohra 0:4 na zápasy s HC Energie Karlovy Vary)                              |                                                                                           |
| 2018/19                                                                                         | 1. liga                                                                                   | 2. úroveň                                                                                 | 2. místo                                                                                  | Semifinále (prohra 1:4 na zápasy s Motor České Budějovice)                                |                                                                                           |
| 2019/20                                                                                         | 1. liga                                                                                   | 2. úroveň                                                                                 | 3. místo                                                                                  |                                                                                           | Nedohráno                                                                                 |
| 2020/21                                                                                         | 1. liga                                                                                   | 2. úroveň                                                                                 | 3. místo                                                                                  | Semifinále (prohra 0:4 na zápasy s HC Dukla Jihlava)                                      |                                                                                           |
| 2021/22                                                                                         | 1. liga                                                                                   | 2. úroveň                                                                                 | 2. místo                                                                                  | Finále (prohra 2:4 na zápasy s HC Dukla Jihlava)                                          |                                                                                           |
| 2022/23                                                                                         | 1. liga                                                                                   | 2. úroveň                                                                                 | 2. místo                                                                                  | Finále (prohra 2:4 na zápasy s PSG Berani Zlín)                                           |                                                                                           |
| 2023/24                                                                                         | 1. liga                                                                                   | 2. úroveň                                                                                 | 2. místo                                                                                  | Finále (výhra 4:1 na zápasy s PSG Berani Zlín)                                            | Baráž                                                                                     |
| 2024/25                                                                                         | 1. liga                                                                                   | 2. úroveň                                                                                 | 1. místo                                                                                  | Semifinále (prohra 3:4 na zápasy s HC Dukla Jihlava)                                      |                                                                                           |

Poznámky
- 2006/07: Dne 6. června 2007 rozhodla Asociace profesionálních klubů ledního hokeje, že vsetínskému klubu neudělí licenci a bude z Extraligy vyloučen. To vše z důvodu jeho zadlužení. Vsetínské A-mužstvo se poté pro následující sezónu nepřihlásilo do žádné soutěže.

### Přehled kapitánů a trenérů v jednotlivých sezónách
| Sezóna    | Soutěž               | Kapitán         | Trenéři                                                                                        | Soupiska |
| --------- | -------------------- | --------------- | ---------------------------------------------------------------------------------------------- | -------- |
| 1993/1994 | 1. liga              | Rostislav Vlach | Horst Valášek, Zdislav Tabara                                                                  |          |
| 1994/1995 | Extraliga            | Rostislav Vlach | Horst Valášek, Zdislav Tabara                                                                  |          |
| 1995/1996 | Extraliga            | Rostislav Vlach | Horst Valášek, Zdislav Tabara                                                                  |          |
| 1996/1997 | Extraliga            | Rostislav Vlach | Jan Neliba, Zdislav Tabara                                                                     |          |
| 1997/1998 | Extraliga            | Rostislav Vlach | Jan Neliba, Zdislav Tabara                                                                     |          |
| 1998/1999 | Extraliga            | Jiří Dopita     | Zdislav Tabara, Miroslav Venkrbec                                                              |          |
| 1999/2000 | Extraliga            | Jiří Dopita     | Zdislav Tabara, Miroslav Venkrbec                                                              |          |
| 2000/2001 | Extraliga            | Jiří Dopita     | Jan Neliba, Zdislav Tabara                                                                     |          |
| 2001/2002 | Extraliga            | Rostislav Vlach | Jan Neliba, Zdislav Tabara                                                                     | Zde      |
| 2002/2003 | Extraliga            | Roman Stantien  | Jan Neliba, Zdislav Tabara                                                                     | Zde      |
| 2003/2004 | Extraliga            | Roman Stantien  | Zdislav Tabara, Jiří Režnar, Jan Neliba                                                        | Zde      |
| 2004/2005 | Extraliga            | Rostislav Vlach | Zdislav Tabara, Jiří Režnar, Jan Neliba                                                        | Zde      |
| 2005/2006 | Extraliga            | Tomáš Demel     | Vladimír Jeřábek, Břetislav Kopřiva - Břetislav Kopřiva, Rostislav Vlach                       | Zde      |
| 2006/2007 | Extraliga            | Luboš Rob       | Břetislav Kopřiva, Rostislav Vlach                                                             | Zde      |
| 2007/2008 | –                    | –               | –                                                                                              | –        |
| 2008/2009 | 2. liga – sk. Východ | Dalibor Gergela | Viktor Hlobil, Jaroslav Plachtovič                                                             | Zde      |
| 2009/2010 | 2. liga – sk. Východ | Pavel Zavrtálek | Juraj Jurík, Josef Štraub, Luboš Jenáček                                                       | Zde      |
| 2010/2011 | 2. liga – sk. Východ | Daniel Vaněk    | Juraj Jurík, Josef Štraub, Luboš Jenáček                                                       | Zde      |
| 2011/2012 | 2. liga – sk. Východ | Daniel Vaněk    | Viktor Hlobil, Luboš Jenáček                                                                   | Zde      |
| 2012/2013 | 2. liga – sk. Východ | Daniel Vaněk    | Viktor Hlobil, Luboš Jenáček                                                                   | Zde      |
| 2013/2014 | 2. liga – sk. Východ | Daniel Vaněk    | Juraj Jakubík, Viktor Hlobil – Jiří Weintritt, Viktor Hlobil                                   | Zde      |
| 2014/2015 | 2. liga – sk. Východ | Daniel Vaněk    | Viktor Hlobil, Luboš Jenáček                                                                   | Zde      |
| 2015/2016 | 2. liga – sk. Východ | Daniel Vaněk    | Viktor Hlobil, Luboš Jenáček                                                                   | Zde      |
| 2016/2017 | 2. liga – sk. Východ | Pavel Mojžíš    | Jiří Dopita, Luboš Jenáček                                                                     | Zde      |
| 2017/2018 | 1. liga              | Radim Hruška    | Jiří Dopita, Luboš Jenáček                                                                     | Zde      |
| 2018/2019 | 1. liga              | Vít Jonák       | Jiří Dopita, Luboš Jenáček                                                                     | Zde      |
| 2019/2020 | 1. liga              | Vít Jonák       | Jiří Dopita, Luboš Jenáček                                                                     |          |
| 2020/2021 | 1. liga              | Tomáš Kudělka   | Jan Srdínko, Luboš Jenáček – Roman Stantien, Jan Srdínko, Luboš Jenáček                        |          |
| 2021/2022 | 1. liga              | Vít Jonák       | Roman Stantien, Jan Srdínko, Roman Peschout                                                    |          |
| 2022/2023 | 1. liga              | Vít Jonák       | Roman Stantien, Jan Srdínko, Roman Peschout – Jiří Weintritt, Radim Kucharczyk, Roman Peschout |          |
| 2023/2024 | 1. liga              | Erik Hrňa       | Jiří Weintritt, Luboš Rob, Roman Peschout                                                      |          |
| 2024/2025 | 1. liga              | Erik Hrňa       | Jiří Weintritt, Luboš Rob                                                                      |          |

## Osobnosti vsetínského hokeje

### Mistři světa a olympijští vítězové
- Josef Beránek ml. (ZOH 1998)
- Roman Čechmánek (ZOH 1998, MS 1996, 1999, 2000)
- Jiří Dopita (ZOH 1998, MS 1996, 2000, 2001)
- Pavel Patera (ZOH 1998, MS 1996, 1999, 2000,2001)
- Martin Procházka (ZOH 1998, MS 1996, 1999, 2000, 2001)
- Antonín Stavjaňa (MS 1985, 1996)
- Jan Tomajko (MS 2000, 2001)
- Jiří Veber (MS 1996)
- Ondřej Němec

### Další významní hráči klubu
- Radek Bělohlav, Michal Broš, Oto Haščák, Jiří Hudler, Alexej Jaškin, Tomáš Kapusta, Rostislav Klesla, Jan Srdínko, Tomáš Sršeň, Roman Stantien, Bedřich Ščerban, Rostislav Vlach, Branko Radivojevič, Radovan Somík, Ondřej Kratěna, Josef Štraub, Radim Tesařík, Róbert Tomík, David Hruška, Andrej Galkin, Jiří Burger, Josef Hrabal, Sasu Hovi, Tomáš Demel, Ivo Pešat, Jaroslav Kameš, Ján Pardavý, Luboš Rob, Libor Zábranský, Pavel Augusta, Luboš Jenáček, Michal Tomek

### Ocenění jednotlivců
- Nejlepší střelec ligy – Jiří Dopita (1996/1997, 1999/2000)
- Zlatá hokejka – Jiří Dopita (2001)
- Nejlepší nováček ligy – Luboš Jenáček (1995)

## Účast v mezinárodních pohárech
Zdroj:
Legenda: SP – Spenglerův pohár, EHP – Evropský hokejový pohár, EHL – Evropská hokejová liga, SSix – Super six, IIHFSup – IIHF Superpohár, VC – Victoria Cup, HLMI – Hokejová liga mistrů IIHF, ET – European Trophy, HLM – Hokejová liga mistrů, KP – Kontinentální pohár
- EHP 1995/1996 – Finálová skupina J (3. místo)
- EHP 1996/1997 – Semifinálová skupina J (2. místo)
- EHL 1997/1998 – Zápas o 3. místo (výhra)
- SP 1998 – Základní skupina (4. místo)
- EHL 1999/2000 – Základní skupina A (4. místo)

## Individuální trofeje
| Počet                                          | Hráč             | Roky                                                      |
| ---------------------------------------------- | ---------------- | --------------------------------------------------------- |
| Vítěz kanadského bodování                      |                  |                                                           |
| 0                                              |                  |                                                           |
| Nejlepší střelec ligy                          |                  |                                                           |
| 2                                              | Jiří Dopita      | 1996/1997 • 1999/2000                                     |
| Nejlepší nahrávač                              |                  |                                                           |
| 0                                              |                  |                                                           |
| Nejlepší brankář                               |                  |                                                           |
| 5                                              | Roman Čechmánek  | 1994/1995 • 1995/1996 • 1996/1997 • 1997/1998 • 1998/1999 |
| Nejlepší nováček                               |                  |                                                           |
| 1                                              | Luboš Jenáček    | 1994/1995                                                 |
| Nejproduktivnější obránce                      |                  |                                                           |
| 0                                              |                  |                                                           |
| Nejlepší obránce                               |                  |                                                           |
| 2                                              | Antonín Stavjaňa | 1994/1995 • 1996/1997                                     |
| Hokejista sezóny                               |                  |                                                           |
| 4                                              | Jiří Dopita      | 1996/1997 • 1997/1998 • 1998/1999 • 2000/2001             |
| Nejlepší hráč play off                         |                  |                                                           |
| 1                                              | Rostislav Vlach  | 1994/1995                                                 |
| 3                                              | Jiří Dopita      | 1995/1996 • 1997/1998 • 2000/2001                         |
| 1                                              | Roman Čechmánek  | 1996/1997                                                 |
| 1                                              | Martin Procházka | 1998/1999                                                 |
| Nejproduktivnější hráč Tipsport ELH (play off) |                  |                                                           |
| 2                                              | Jiří Dopita      | 1995/1996 • 2000/2001                                     |
| 1                                              | Tomáš Sršeň      | 1996/1997                                                 |
| 1                                              | Martin Procházka | 1998/1999                                                 |
| Nejlepší trenér                                |                  |                                                           |
| 1                                              | Horst Valášek    | 1994/1995                                                 |
| 1                                              | Zdislav Tabara   | 2000/2001                                                 |